# Sternocera
Sternocera (лат.) — род жуков из семейства златок.

## Описание
Златки среднего и крупного размера длиной тела от 24 до 55 мм. Голова направлена вниз. Щиток незаметный. Половой диморфизм слабо выражен. Личинки развиваются на корнях растений, имаго питаются листьями древесных растений. Предполагается, что род появился около 65 млн лет назад.

## Список видов
Около 56 видов

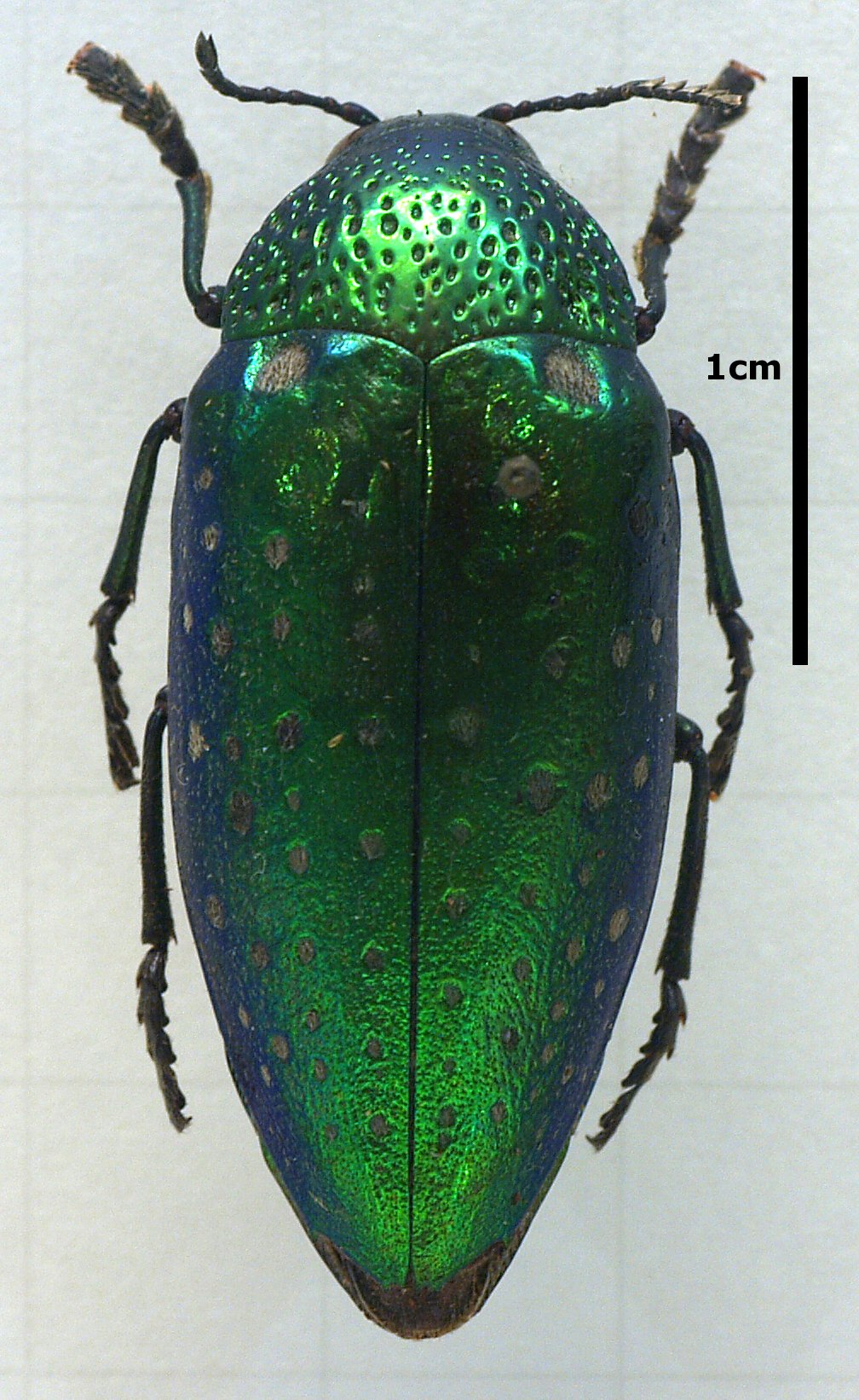
Sternocera aeguisignata
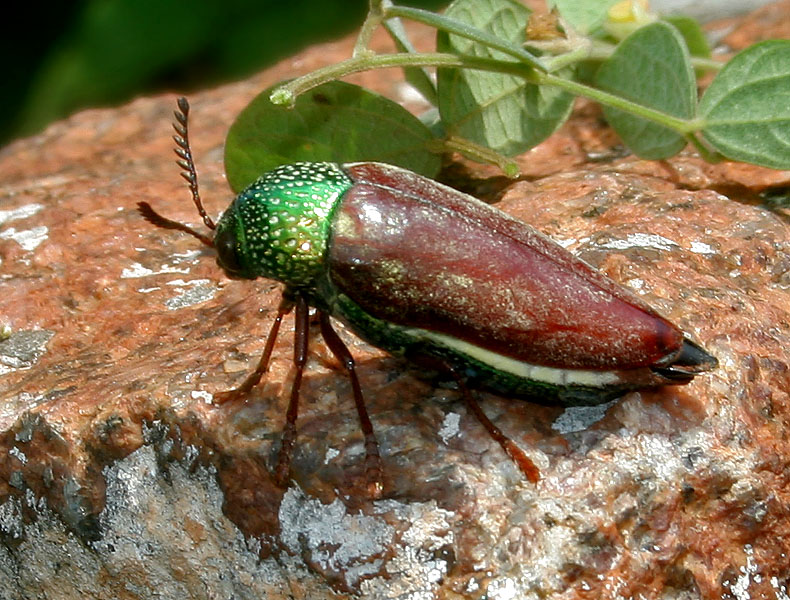
Sternocera bannaiensis
- Sternocera basalis
- Sternocera boucardi
- Sternocera campanae
- Sternocera castanea
- Sternocera chrysidioides
- Sternocera chrysis
- Sternocera dasypleura
- Sternocera diardi
- Sternocera discedens
- Sternocera duvivieri
- Sternocera elliptica
- Sternocera feldspathica
- Sternocera funebris
- Sternocera hildebrandti
- Sternocera hildebranti
- Sternocera hunteri
- Sternocera interrupta
- Sternocera iris
- Sternocera irregularis
- Sternocera klugii
- Sternocera laevigata
- Sternocera laevis
- Sternocera lanifica
- Sternocera luctifera
- Sternocera marseuli simulatrix
- Sternocera minor
- Sternocera monacha
- Sternocera multipunctata
- Sternocera ngorongorensis
- Sternocera nitidicollis
- Sternocera orientalis[2]
- Sternocera orissa
- Sternocera pulchra
- Sternocera ruficornis
- Sternocera sternicornis
- Sternocera syriaca
- Sternocera tricolor
- Sternocera variabilis
- Sternocera wahlbergi

- Sternocera sternicornis
- Sternocera basalis

## Распространение
Представители рода встречаются в Афротропике и Ориентальной области.